# 1,2-Pentandiol
1,2-Pentandiol ist eine chemische Verbindung aus der Gruppe der Alkandiole, die in zwei isomeren Formen vorkommt.

## Gewinnung und Darstellung
1,2-Pentandiol kann direkt aus Furfural mit einem Katalysator gewonnen werden. Die Verbindung kann auch aus Butyraldehyd und Paraformaldehyd dargestellt werden.

## Eigenschaften
1,2-Pentandiol ist eine brennbare, schwer entzündbare, viskose, farblose bis gelbliche, geruchlose Flüssigkeit, die mischbar mit Wasser ist.

## Verwendung
1,2-Pentandiol wird als Zwischenprodukt zur Herstellung von Fungiziden verwendet. Es dient auch als Zwischenprodukt bei der Herstellung von Agrochemikalien und kann als Bestandteil in Körperpflege- und Kosmetikprodukten verwendet werden. Es wird auch in Pflegemittel für eine Vielzahl von Reinigungsmittel, Luftbehandlungsprodukte, Polituren, Wachsmischungen und Druckfarben verwendet.